# Морава (село)
Морава (болг. Морава) — село в Болгарии. Находится в Великотырновской области, входит в общину Свиштов. Население составляет 864 человека (2022).

## Политическая ситуация
В местном кметстве Морава, в состав которого входит Морава, должность кмета (старосты) исполняет Георги  Петров Георгиев (Болгарская социалистическая партия (БСП)) по результатам выборов правления кметства.
Кмет (мэр) общины Свиштов — Станислав Петров Благов (коалиция в составе 4 партий: Болгарский земледельческий народный союз (БЗНС), Союз свободной демократии (ССД), Союз демократических сил (СДС), либеральная инициатива «За демократическое европейское развитие» (ЛИДЕР)) по результатам выборов в правление общины.